# Carex angustiutricula
Carex angustiutricula là một loài thực vật có hoa trong họ Cói. Loài này được F.T.Wang & Tang ex L.K.Dai mô tả khoa học đầu tiên năm 1999.